# Olga Balema
Olga Balema, née en 1984 à Lviv est une artiste et sculptrice ukrainienne. Elle vit entre Amsterdam et New York.

## Biographie
En 2006, Olga Balema est diplômée en sculpture de l’université de l’Iowa. En 2009, elle obtient un master of Fine Arts en nouveaux médias de l’université de Californie à Los Angeles. Elle vit entre Amsterdam et New York.
Elle s'intéresse à l'interaction du corps avec son environnement et au processus de vieillissement. Elle utilise divers matériaux : métal rouillé, tissus, objets divers, cailloux, piments. Des objets du quotidien sont immergés dans l'eau. Ils se décomposent et peuvent représenter les polluants que nous ingérons et rejetons dans la nature. Au fil du temps, les objets se dissolvent dans le corps qui les abrite.
En 2013, elle présente des objets quotidiens enfermés dans des sacs en plastiques remplis d'eau, ressemblant à des gouttes prêtes à éclater. Elle exploite aussi la transformation des matériaux. Pour Body of Work, les seaux en métal s'oxydent lentement au contact de l'eau qui arrive en continu. Dans les seaux, des vêtements s'humidifient et se pigmente de rouille.

## Expositions
- Listening, Michael Thibault, Los Angeles, 2015[3]
- Cannibals, Croy Nielsen, Berlin, 2015
- One reenters the garden by becoming a vegetable, Kunstverein Nürnberg, Nuremberg, 2015
- Early Man, Swiss Institute, New York, 2016[4]
- On The Brink Of My Sexy Apocalypse, Hannah Hoffman Gallery, Los Angeles, 2017
- None of the beauty of the landscape can reach her pupils anymore, High Art, Paris, 2017
- brain damage, Bridget Donahue, New York, 2019
- Computer, Camden Center Art, Londres, 2021
- Formulas, Croy Nielsen, Vienne, 2023
- Loon, Hannah Hoffman Gallery, Los Angeles, 2023